# Thati Lopes
Thatiane de Oliveira "Thati" Lopes (São Gonçalo, 13 de fevereiro de 1990) é uma atriz e humorista brasileira. Na televisão, ficou conhecida por interpretar Jussara em Boogie Oogie, Josiane Diniz em Espelho da Vida e Berenice Aureliana em Terra e Paixão, sendo todas da TV Globo. No cinema, se destacou como Júlia em Socorro, Virei Uma Garota!, Dora em Me Sinto Bem Com Você, Taila em Diários de Intercâmbio e Lina Maia em Esposa de Aluguel.

## Carreira
Após a morte de sua mãe, começou a sua carreira de atriz aos 10 anos, fazendo um curso de interpretação. Aos 13, ganhou o prêmio de Melhor Atriz no Festival de Teatro ARK X de Niterói e fez peças teatrais como Por uma Noite - Um Sonho nos Bastidores da Broadway, Confissões de Adolescente, O Meu Sangue Ferve Por Você e Ai!!! O Grito de Carnaval dos Irmãos Brothers. Em 2009, interpretou a mutante Sônica na telenovela Mutantes: Promessas de Amor, da RecordTV. Ganhou destaque em 2013, quando interpretou a protagonista Gabi no musical Tudo por um Popstar, do livro homônimo da escritora Thalita Rebouças, dirigido por Pedro Vasconcelos. Em 2014, interpretou a golpista Jussara na telenovela Boogie Oogie, da Rede Globo. Também esteve no elenco da peça Se Eu Fosse Você – O Musical.
Em 2015, foi contratada pelo grupo Porta dos Fundos e viveu a protagonista Vanessa na série O Grande Gonzalez, exibida na Fox. Ainda em 2015, apresentou o Rock in Rio - 30 Anos em 15 Minutos dentro do próprio festival e em Portugal foi protagonista do Rock in Rio - O Musical, abrindo todos os dias do festival. Em 2016, interpretou Rossana na comédia Era Pra Ser Um Stand Up. Ainda em 2016, estreou no cinema, interpretando a blogueira fitness Fernanda no filme Porta dos Fundos: Contrato Vitalício. Em 2018, viveu Rosana na série Borges do Porta dos Fundos, exibida na Netflix e no Comedy Central. Também interpretou a produtora Isa no filme Ana e Vitória. No mesmo ano, viveu a figurinista Josy na telenovela Espelho da Vida, da Rede Globo. Em 2019, protagonizou o longa-metragem Socorro, Virei Uma Garota!, no papel de Júlia. Em 2021, lançou por plataformas digitais o longa Como Hackear Seu Chefe.
Na Amazon Prime Video, ainda em 2021, lançou o longa Carlinhos e Carlão, na qual ela interpreta Glória. Ela também protagonizou a série 5x Comédia ao lado de seu, até então namorado, Victor Lamoglia. Na Netflix, em 2021, protagonizou ao lado de Larissa Manoela o longa Diários de Intercâmbio.
Em 2022, foi uma das protagonistas da série de comédia dramática Nada Suspeitos, interpretando Thyellen Almeida, uma jovem religiosa e uma das amantes de um milionário que é assassinado no início da série. Em menos de uma semana de lançamento, atingiu o ranking de conteúdos mais vistos da plataforma. Ainda na Netflix, protagonizou seu segundo longa feito exclusivamente para a plataforma, a comédia romântica Esposa de Aluguel, protagonizada ao lado de Caio Castro. Em julho, estrelou a comédia musical Dissonantes, junto a Marcelo Serrado, interpretando Loly, caloura de um reality em busca da sua canção perfeita. Em dezembro, a atriz fez parte do longa de comédia de terror O Espírito do Natal, que acompanha seis amigos, entre casais e solteiros, cujo ponto em comum é o ódio pelo Natal, o projeto foi veiculado como exclusivo Paramount+.
Em 2023, foi uma das protagonistas da comédia La Situación, ao lado de Natália Lage e Júlia Rabello, onde interpreta a cômica e excêntrica Yovanka. No filme, o trio de protagonistas acabam sendo confundidas com mulas de droga e se envolvem com um grande esquema de tráfico internacional. Em julho, entrou para o elenco titular de Terra e Paixão como a aproveitadora e sem-noção Berenice Aureliana, que chega a Nova Primavera para tomar posse do bar que herdou de sua tia-avó Cândida (Suzana Vieira).

## Vida pessoal
De 2014 a 2022, namorou o ator e humorista Victor Lamoglia. Em 2023, veio a público seu namoro com o também ator George Sauma.

## Filmografia

### Televisão
| Ano  | Título                      | Personagem                | Notas                         |
| ---- | --------------------------- | ------------------------- | ----------------------------- |
| 2009 | Mutantes: Promessas de Amor | Sônica                    |                               |
| 2014 | Boogie Oogie                | Jussara                   |                               |
| 2015 | O Grande Gonzalez           | Vanessa                   |                               |
| 2018 | Borges                      | Rosana Salvador           |                               |
| 2018 | Espelho da Vida             | Josiane Diniz (Josi)      |                               |
| 2019 | Ninguém Tá Olhando          | Maribel Paschoalatto      | Episódio: "Anjo não, angelus" |
| 2021 | 5x Comédia                  | Gabi                      | Episódio: "Sem Saída"         |
| 2022 | Nada Suspeitos              | Thyellen Almeida          |                               |
| 2023 | Terra e Paixão              | Berenice Aureliana (Berê) |                               |

### Cinema
| Ano  | Título                               | Personagem                     | Nota                  |
| ---- | ------------------------------------ | ------------------------------ | --------------------- |
| 2016 | Porta dos Fundos: Contrato Vitalício | Fernanda                       | Participação Especial |
| 2018 | Ana e Vitória                        | Isadora (Isa)                  | Participação Especial |
| 2019 | Socorro, Virei Uma Garota!           | Júlia Martinez                 |                       |
| 2020 | Carlinhos e Carlão                   | Glória Salles (Glorinha)       |                       |
| 2021 | Me Sinto Bem Com Você                | Dora                           |                       |
| 2021 | Como Hackear Seu Chefe               | Mariana Gomes (Mari)           |                       |
| 2021 | Carnaval                             | Eduarda (Duda do Camarote)     |                       |
| 2021 | Diários de Intercâmbio               | Taila                          |                       |
| 2022 | Esposa de Aluguel                    | Maria Abigail Maia (Lina Maia) |                       |
| 2022 | Dissonantes                          | Loly                           |                       |
| 2022 | O Espírito do Natal                  | Gabriela (Gabi)                |                       |
| 2023 | La Situación                         | Yovanka                        |                       |
| 2024 | Cedo Demais                          | Dora                           |                       |
| 2024 | Saideira                             | Joana Caldas                   |                       |
| 2025 | Viva a Vida!                         | Jessica                        |                       |
| 2025 | Mauricio de Sousa - O Filme          | Marilene de Souza              |                       |
| 2026 | Chá Revelação                        | Anne                           |                       |

### Internet
| Ano           | Título           | Personagem         | Notas |
| ------------- | ---------------- | ------------------ | ----- |
| 2013–presente | Porta dos Fundos | Vários personagens |       |

## Teatro
| Ano  | Título                                              | Personagem           |
| ---- | --------------------------------------------------- | -------------------- |
| 2009 | Por uma Noite - Um Sonho nos Bastidores da Broadway | Olga                 |
| 2010 | Confissões de Adolescente                           | Bárbara              |
| 2011 | O Meu Sangue Ferve Por Você                         | Wanderléa            |
| 2012 | Ai!!! O Grito de Carnaval dos Irmãos Brothers       |                      |
| 2013 | Tudo por um Popstar                                 | Gabi                 |
| 2014 | Se Eu Fosse Você – O Musical                        | Ensemble             |
| 2015 | Rock in Rio - O Musical                             | Rose                 |
| 2016 | Era Pra Ser Um Stand Up                             | Rossana              |
| 2022 | O Meu Sangue Ferve Por Você                         | Sandra Rosa Madalena |
| 2024 | Querido Evan Hansen                                 | Zoe Murphy           |

## Prêmios e indicações
| Ano  | Prêmio                              | Categoria                               | Indicação             | Resultado |
| ---- | ----------------------------------- | --------------------------------------- | --------------------- | --------- |
| 2003 | Festival de Teatro ARK X de Niterói | Melhor Atriz                            | Thati Lopes           | Venceu    |
| 2016 | Meus Prêmios Nick                   | Gata Trendy                             | Thati Lopes           | Indicado  |
| 2018 | Prêmio Extra de Televisão           | Revelação                               | Espelho da Vida       | Indicado  |
| 2020 | Prêmio F5                           | Melhor Atriz de Série/Programa de Humor | Porta dos Fundos      | Indicada  |
| 2021 | Prêmio Notícias de TV               | Melhor Atriz Cômica                     | Me Sinto Bem Com Você | Indicada  |
| 2021 | Prêmio F5                           | Melhor Atriz de Humor                   | Porta dos Fundos      | Indicada  |
| 2023 | Festival Sesc Melhores Filmes       | Melhor Atriz Nacional                   | Dissonantes           | Indicada  |
| 2024 | Festival Sesc Melhores Filmes       | Melhor Atriz Nacional                   | La Situación          | Indicada  |
| 2024 | Prêmio Cenym de Teatro              | Melhor Atriz Coadjuvante                | Querido Evan Hansen   | Indicada  |
| 2024 | Prêmio Cenym de Teatro              | Melhor Elenco                           | Querido Evan Hansen   | Indicada  |
| 2024 | Prêmio Destaque Imprensa Digital    | Destaque Atriz Coadjuvante              | Querido Evan Hansen   | Indicada  |